# Terence Stamp
Terence Henry Stamp (22. července 1938 Londýn, Anglie – 17. srpna 2025) byl anglický herec nominovaný v roce 1963 na Oscara za nejlepší mužský herecký výkon ve vedlejší roli.

## Mládí
Pochází z pěti dětí a byl z nich nejstarší. Narodil se ve Stepney v Londýně jako syn Ethel Esterové (Perrottové) a Thomase Stampa, který byl kapitánem na vlečné lodi. Jeho bratr Chris Stamp byl hudební producent a manažer, který byl během 60. let manažerem hudební skupiny The Who. Jelikož byl jeho otec často na cestách s Britským královským námořnictvem, většinu času vyrůstal pouze se svou matkou, babičkou a tetami. Jeho dětský idol byl filmový herec Gary Cooper poté, co jej jeho matka ve třech letech vzala do kina na film Beau Geste. Jeho idol byl také James Dean.
Po ukončení školy pracoval v různých reklamních agenturách v Londýně. Ale stále chtěl být hercem, povedlo se mu to poté, co byl zproštěn dvouleté vojenské služby kvůli problémům s nohama.

## Kariéra
Jeho filmovým debutem byla titulní role v ustinovském historickém dramatu Billy Budd (1962), za niž byl nominován na ceny Zlatý glóbus, BAFTA či AACTA. V 60. letech se objevil také mimo jiné ve výpravném historickém dramatu Johna Schlesingera Daleko od hlučícího davu (1967).

### Role v Supermanovi
Ztvárnil velkého padoucha z planety Krypton Generála Zoda ve filmu Superman v režii Richarda Donnera z roku 1978. Roli Generála Zoda si zopakoval v pokračování filmu Superman 2 v režii Richarda Lestera z roku 1980. V roce 2003 se vrátil k Supermanovi v nové roli, namluvil otce Clarka Kenta, Jor-Ela, v The WB\The CW televizním seriálu Smallville (2001–2011). Terrence Stamp si zopakoval svou rolí Generála Zoda v šesté řadě seriálu v epizodě s názvem „Zod“ pomocí počítačové animace.

### Další účinkování
Po supermanských úspěších patřily ke známým filmům s jeho účastí třeba kriminální drama Olivera Stonea Wall Street (1987) s Charliem Sheenem a Michaelem Douglasem či western Mladé pušky (1988), kde hrál po boku Emilia Esteveze, Kiefera Sutherlanda a opět Charlieho Sheena.
Pro queer publikum byla zřetelná jeho role trans performerky Bernadette v australském snímku Dobrodružství Priscilly, královny pouště (1994), za niž si opět vysloužil nominaci na Zlatý glóbus či cenu BAFTA. V dubnu 2024 Stamp potvrdil účast na chystaném pokračování tohoto příběhu, jehož už se však nedočkal. V 90. letech se však také objevil v krimi thrilleru Perfektní loupež (1993) s Kim Basinger a Valem Kilmerem, v Sodenbergově Angličanovi (1999) nebo v úvodním dílu preqelové trilogie Star Wars: Epizoda I – Skrytá hrozba (1999) jako nejvyšší kancléř Finis Valorum.
V novém století pak následovaly výrazné úlohy například v komediálním Strašidelném domě (2003) s Eddiem Murphym či v historickém dramatu Valkýra (2008) s Tomem Cruisem.
V závěru života účinkoval ještě například v hororové Poslední noci v Soho (2021) režiséra Edgara Wrighta spolu s Thomasin McKenzie a Anyou Taylor-Joy.

## Osobní život

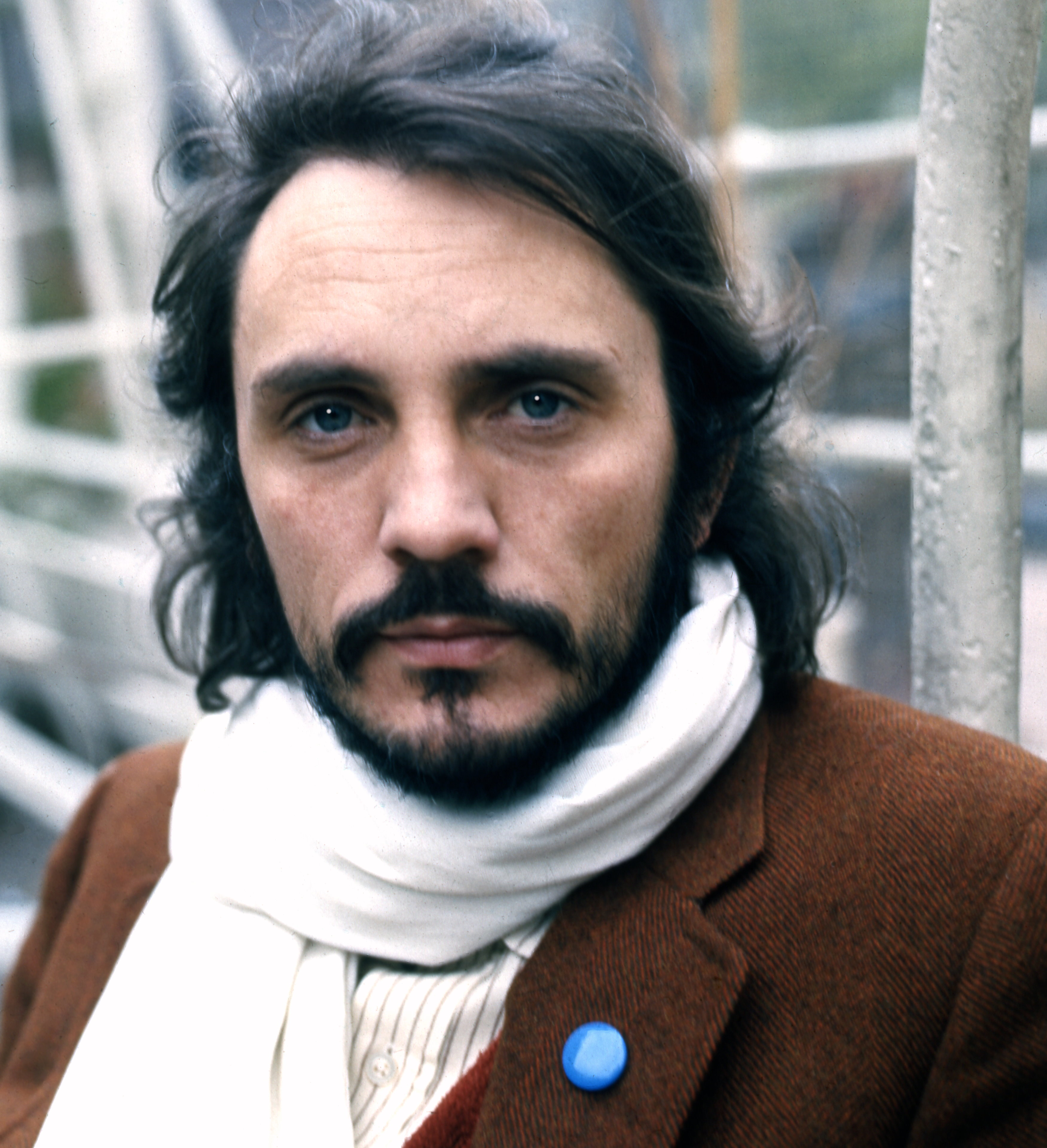
Terence Stamp v roce 1973 na fotografii Allana Warrena

V roce 1960 bydlel v East London s hercem Michaelem Cainem.
V 60. letech prožil románky s několika filmovými hvězdami Julii Christie, Brigitte Bardotovou a se supermodelkou Jean Shrimptonovou. On a Jean Shrimptonová byli jedním z nejvíc fotografovaných párů ve Swinging London. Poté, co Jean Shrimptonová ukončila svůj vztah, přestěhoval se do Indie. Zde žil v ašrámu daleko od společnosti po několik let.
Na Silvestra roku 2002 se poprvé oženil. Svoji devětadvacetiletou nevěstu Elizabeth potkal v lékárně v 90. letech v Bondi, v Novém Jižním Walesu. Její předci pocházeli ze Singapuru, Austrálie a Číny. Elizabeth vyrostla v Singapuru předtím, než se odstěhovala do Austrálie ve svých 20 letech studovat farmacii. Pár se rozvedl na základě nepřekonatelných rozdílů v dubnu 2008.

## Filmografie
- Billy Budd (1962)
- Term of Trial (1962)
- Sběratel (1965)
- Poor Cow (1967)
- Daleko od hlučícího davu (1967)
- Podivuhodné příběhy (1968) (Toby Dammit)
- Teoréma (1968)
- Blue (1968)
- The Mind of Mr. Soames (1970)
- Hu-Man (1975)
- The Divine Nymph (1975)
- Striptease (1976)
- Black Out (1977)
- The Thief of Baghdad (1978) (TV)
- Superman (1978)
- Meetings with Remarkable Men (1979)
- Superman 2 (1980)
- Jules Verne's 'Mystery on Monster Island (1981)
- The Hit (1984)
- Společenství vlků (1984) (neuveden v titulcích)
- The Cold War Killers (1986)
- Link (1986)
- Wall Street (1987)
- Mladé pušky (1988)
- Lebkouni (1988)
- Riskantní plán (1993)
- Dobrodružství Priscilly, královny pouště (1994)
- Limited Edition (Tiré à Part) (1996)
- Doteky (1997)
- The Hunger (1997) (TV)
- Angličan (1999)
- Star Wars: Epizoda I – Skrytá hrozba (1999)
- Trhák pana Bowfingera (1999)
- Rudá planeta (2000)
- Revelation (2001)
- Hollywood, Hollywood (2002)
- Smallville (2003–2011) (TV seriál)
- Fellini: I'm a Born Liar (2002)
- My Boss's Daughter (2003)
- The Kiss (2003)
- Strašidelný dům (2003)
- Dead Fish (2004)
- Elektra (2005)
- These Foolish Things (2005)
- The Elder Scrolls IV: Oblivion (2006)
- Superman II: Verze Richarda Donnera (2006)
- September Dawn (2007)
- Wanted (2008)
- Dostaňte agenta Smarta (2008)
- Yes Man (2008)
- Valkýra (2008)
- Správci osudu (2010)

## Ocenění
- Oscar: v roce 1963 nominace – Oscar za nejlepší mužský herecký výkon ve vedlejší roli / Billy Budd

- Zlatý glóbus: v roce 1963 Zlatý Glóbus za objev roku – herec / Billy Budd, v roce 1995 nominace – Zlatý glóbus za nejlepší mužský herecký výkon (komedie / muzikál) / Dobrodružství Priscilly, královny pouště

- Cena BAFTA: v roce 1963 nominace – Cena BAFTA pro nejlepší vycházející hvězdu / Billy Budd, v roce 1995 nominace – Cena BAFTA za nejlepší mužský herecký výkon v hlavní roli / Dobrodružství Priscilly, královny pouště

- Filmový festival v Cannes: v roce 1965 nejlepší herec / Sběratel

- Cena Australského filmového institutu: v roce 1994 nominace – Cena Australského filmového institutu pro nejlepšího herce v hlavní roli / Dobrodružství Priscilly, královny pouště

- Independent Spirit Awards: v roce 2000 nominace – Nejlepší mužská hlavní role / The Limey

- Satellite Awards: v roce 2000 Nejlepší herec – filmové drama / The Limey

- Las Vegas Film Critics Society (LAFCS) Awards: v roce 2000 nominace – nejlepší herec / The Limey